# Алфред Кубин
Алфред Кубин (Литомјержице, 10. април 1877 — Цвиклед, 20. август 1959) био је аустријски графичар, илустратор и писац. Сматра се значајним представником симболизма и експресионизма. Током дуге и плодне каријере израдио је више од 20.000 цртежа, илустровао преко 150 књига и објавио неколико књижевних дела.

## Биографија
Кубин је рођен у Бохемији у граду Лајтмерицу (данас Литомјержице) у Бохемији, тада у Аустроугарској, а данас у Чешкој. Од 1892. до 1896. био је шегрт код фотографа пејзажисте Алојза Бера, што му није пуно користило у каснијем животу. Године 1896. покушава самоубиство на гробу своје мајке, а наредне године пријављује се у војску, где убрзо доживљава нервни слом. Године 1898. године започео је студије уметности на приватној академији коју је водио сликар Лудвиг Шмит-Ројте, а већ следеће, 1899. уписао се на Минхенску академију уметности, али студије није завршио.
У Минхену је Кубин открио дела Одилона Редона, Едварда Мунка, Џејмса Енсора, Анрија де Гроа и Фелисијена Ропса, а велики утицај на њега имале су и графике Макса Клингера. Техника акватинте, коју су користили Клингер и Гоја, утицала је на његов стил у овом раном периоду. То су углавном били цртежи лавираним тушем, фантастичних, често сабласних тема. Кубин је направио мали број уља на платну и то у периоду између 1902. и 1910. године. После тога његов рад се састојао од цртежа пером и тушем, акварела и литографија. Године 1911. повезао се са групом Плави јахач (Blaue Reiter), и са њима 1913. излагао у Берлину. После тог времена, изгубио је контакт са уметничком авангардом.
Кубин се сматра важним представником симболизма и експресионизма и познат је по мрачним, спектралним, симболичким фантазијама, често састављеним у тематске серије цртежа. Попут Оскара Кокошке и Кубин је имао уметнички и књижевни таленат. Илустровао је дела Едгара Алана Поа, Е. Т. Хофмана и Фјодора Достојевскоги других познатих писаца. Такође је илустровао немачки часопис посвећен фантастици Der Orchideengarten.
Од 1906. до своје смрти живео је повучен животом у замку Цвиклед (Zwickledt) у Горњој Аустрији, на имању из 12. века. Године 1938, после Аншлуса Аустрије и нацистичке Немачке, његово дело је проглашено „дегенеричном уметношћу“ (entartete Kunst), али је ипак успео да настави да ради током Другог светског рата.

## Кубин као писац
У свом књижевном опусу Алфред Кубин има есеје, приче, аутобиографске текстове и само један, али за књижевност веома значајан, роман Друга страна.
Кубинов роман Друга страна сматра се једним од првих романа у историји светске књижевности који су увели дистопијску визију света. Алфред Кубин, кога још називају „Кафком пре Кафке“, својим описом имагинарне „Земље снова” у коју је смештена радња романа, оштро је критиковао Аустроугарску монархију и готово предвидео Први светски рат. У роману преовладава атмосфера клаустрофобичног апсурда, каква се касније могла наосетити у Кафкиним делима, а сам Кафка дивио се овом делу. Роман је објављен 1909. године, са ауторовим илустрацијама. Кубинове илустрације које се налазе у књизи првобитно су биле намењене роману Голем Густава Мејринка, али пошто је објављивање овог романа одложено, Кубин их је прерадио за сопствени роман.
Роман Друга страна је утицао како на књижевност немачког надреализма, којој је Кубин претходио, тако и на уметнике окупљене око Плавог јахача, чијем кругу је и сам припадао.

## Нацистички опљачкана уметност
Године 2016. галерија Städtische Galerie im Lenbachhaus из Минхена реституцијом је наследницима Макса и Херте Моргенштерн вратила 16 Кубинових цртежа који су јула 1938. године, после Аншлуса, под принудом продати, као резултат нацистичког прогона Јевреја.
Немачка фондација изгубљене уметности (German Lost Art Foundation), у својој бази података, наводи 24 Кубинова дела, од којих се многа налазе у Извештају о пронађеним предметима Државне уметничке збирке у Дрездену, која је 2008. године покренула истраживање порекла уметнина из нацистичке ере.

## Награде и признања
- Награда града Беча за визуелне уметности (1950)
- Велика аустријска државна награда за визуелну уметност (1951)
- Аустријска медаља за науку и уметност (1957)
- Значка Густава Климта као почасни члан Бечке сецесије

## Збирке
- Кубинов плес смрти и други цртежи (1973) (колекција ликовних дела) ( 9780486228846 )
- Живот и уметност Алфреда Кубина (2017) (биографија) ( 9780486815305 )

## Галерија
- Држава (1899–1900)
- Сан нас посећује сваке ноћи (1900)
- Прогутана прошлост (1901)
- Дама на коњу (1901)
- Последњи краљ (1902)
- Тренутак рођења (1902)
- Сибирска бајка (1902)
- Ангст (1903)
- Црна миса (1905)